# لقاحات علاجية
اللقاح العلاجي هو لقاح يُعطى بعد حدوث المرض أو العدوى. يعمل اللقاح العلاجي عن طريق تنشيط الجهاز المناعي للمريض لمحاربة العدوى. يختلف اللقاح العلاجي عن اللقاح الوقائي في أن اللقاحات الوقائية تُعطى للأفراد كإجراء احترازي لتجنب العدوى أو المرض بينما تُعطى اللقاحات العلاجية بعد إصابة الفرد بالمرض أو العدوى. يحارب اللقاح العلاجي عدوى موجودة في الجسم بدلًا من تحصين الجسم لحمايته من الأمراض والعدوى المستقبلية. تستخدم اللقاحات العلاجية غالبًا ضد الالتهابات الفيروسية. يُعطى المرضى المصابون بعدوى فيروسية مزمنة لقاحات علاجية، لأن جهازهم المناعي غير قادر على إنتاج ما يكفي من الأجسام المضادة الفعالة.
لقاح بروفينج، الذي طورته شركة ديندريون، كان أول لقاح علاجي وافقت عليه إدارة الغذاء والدواء في عام 2010. ساعد هذا اللقاح في علاج سرطان البروستاتا إذ أُخذت خلايا الدم البيضاء للمرضى وعولجت بالعقار (اللقاح) لتدريبها على تمييز الخلايا السرطانية ومحاربتها.

## الوظيفة
تعد اللقاحات العلاجية شكلًا جديدًا من اللقاحات التي تستخدم غالبًا للعدوى الفيروسية وأنواع مختلفة من السرطانات. يساعد اللقاح العلاجي جهاز المناعة على التعرف على العنصر الغريب مثل الخلايا السرطانية أو الفيروسات. تشمل اللقاحات العلاجية اللقاحات المستضدية. في حالة اللقاحات المستضدية، يتم إدخال العنصر الغريب إلى الجسم لتنشيط جهاز المناعة بحيث يتعرف على العنصر نفسه عند مواجهته لاحقًا.

## الأنواع
هناك نوعان من اللقاحات العلاجية:

### لقاحات ذاتية
تعني كلمة ذاتية «مشتقة من الذات» - اللقاح الذاتي هو لقاح شخصي محضر من خلايا الفرد والتي يمكن أن تكون إما خلايا سرطانية أو خلايا جهاز المناعة.

### لقاحات خيفية
تعني كلمة خيفية «غيرية». اللقاحات الخيفية هي في الأساس لقاحات للسرطان محضرة من خلايا سرطانية مختلفة لفرد آخر غير المريض تُزرع في المختبر.

## الفرق بين اللقاحات العلاجية واللقاحات الوقائية
يختلف مفهوم اللقاحات العلاجية عن الوقائية. عندما يسمع الشخص كلمة لقاح، يتبادر إلى ذهنه فكرة الوقاية من مرض معين. مع ذلك، تعد اللقاحات العلاجية طريقة لعلاج مرض ما. مثل أي لقاح آخر، توجه عمل جهاز المناعة ضد هدف معين. الهدف الرئيسي هو تعزيز نشاط جهاز المناعة. يمكن استخدام هذا النوع من اللقاحات لعلاج أنواع مختلفة من الأمراض والالتهابات الفيروسية. تُبذل الجهود لتطوير لقاحات ضد العديد من الأمراض المميتة مثل فيروس العوز المناعي البشري والسرطان وحمى الضنك والكوليرا والخناق، إلخ.

## لقاحات علاجية ضد فيروس العوز المناعي البشري
لا يوجد لقاح لفيروس العوز المناعي البشري حتى الآن، لكن اللقاحات العلاجية تعتبر إنجازًا بالنسبة لمكافحة فيروس العوز المناعي البشري. تعزز مثل هذه اللقاحات جهاز المناعة لدى المصابين لمواجهة المرض. يحاول العديد من الباحثين تطوير واختبار لقاحات علاجية لفيروس العوز المناعي البشري من أجل إبطاء تطور فيروس العوز المناعي البشري إلى الإيدز. عادةً ما يكون المصابون بفيروس العوز المناعي البشري يملكون الفيروس بمستويات غير قابلة للكشف، ويمكن كشفها باستخدام مضادات الفيروسات القهقرية. إذا نجحت اللقاحات العلاجية لفيروس العوز المناعي البشري، يمكن إنقاذ العديد من الأرواح. تُجرى العديد من التجارب السريرية على اللقاحات العلاجية لفيروس العوز المناعي البشري، مثل تلك التي أجراها مركز إيدزإنفو، تتوفر ملخصات عن تجاربهم على موقع الويب الخاص بهم.

## لقاح علاجي ضد السرطان
يعد السرطان السبب الرئيسي للوفيات في العصر الحديث. توضحت أنواع السرطان ومراحله بمرور الوقت وتطورت الجهود لعلاجه. حاليًا، هناك نحو 369 دراسة جارية على لقاح السرطان في جميع أنحاء العالم.
هناك ثلاثة لقاحات علاجية للسرطان وافقت عليها إدارة الغذاء والدواء الأمريكية، على النحو التالي؛
بروفينج هو الاسم التجاري لسيبلوسيل-تي، وهو لقاح قائم على الخلايا المتغصنة لسرطان البروستاتا. عصية كالميت غيران (ثيراسيس) هو لقاح حي موهن يستخدم سلالة المتفطرة البقرية لعلاج سرطان المثانة الانبثاثي. تاليموجين لاهربيربفيك (تي-فيك أو إيمليجيك) هو لقاح للورم الميلانيني الحالّ المتقدم.